# Товарна (місцевість)
Товарний масив — одна з центральних місцевостей в Жмеринці.

## Етимологія
Назва походить від високорозвиненої торгової промисловості в районі.